# 杭州地铁6号线
杭州地铁6号线，是中国浙江省杭州市境内的一条运营中地铁线路，标识色为■海洋蓝，西起富阳区桂花西路站和西湖区双浦站（双浦支线），在美院象山站汇合后，向东过钱塘江进入滨江区连接钱江世纪城到亚运村，再次穿越钱塘江后经火车东站（东广场）站后终于枸桔弄站。该线为轨道交通次干线，它连接1号线、2号线两条主干线，以便把主干线上的客流运送到更远的地区。其中6号线一期和富阳段（杭富城际铁路）于2020年12月30日开通运营，6号线二期于2021年11月6日开通运营。

## 线路走向
杭州地铁6号线一期工程始于杭城西南方向的西湖区双浦镇，向北至美院象山站与主线汇合后折向东，于钱江七桥北侧以隧道形式跨越钱塘江至滨江区中医药大学站与4号线同台换乘，而后沿江南大道向东，先后与5号线、1号线、7号线、2号线换乘后至钱江世纪城丰北站，全长约27公里。
富阳段工程原名杭州至富阳城际铁路，东起美院象山站与支线叠岛换乘，出站后折向西南，上跨6号线支线后沿320国道向西南，经富阳区银湖街道至规划中富阳客运中心，而后沿金桥北路向南至终点桂花西路站，全长23.5公里。
二期工程线路长8.39km，从一期终点站丰北站出发，折向北二次穿越钱塘江后进入上城区，经过三堡（换乘9号线）至火车东站（东广场）站后止于枸桔弄站。本线在杭州亚运会期间，将承担起连接高铁站点和亚运场馆之间的疏通重担。

## 历史
- 2014年12月25日，河山路站和凤凰公园站开始施工，标志着杭州地铁6号线正式动工[7]。
- 2016年2月20日，位于银湖站至受降站之间的富阳段试验段开工。试验段全长1.006公里，主要以高架方式沿320国道路中设置。[8]
- 2017年10月24日，《省发展改革委关于调整杭州至富阳城际铁路工程初步设计的批复》中取消文创园站至汽车北站站的高架区间，改为地下线[9]。不久后试验段已建成的桥墩被全部拆除。

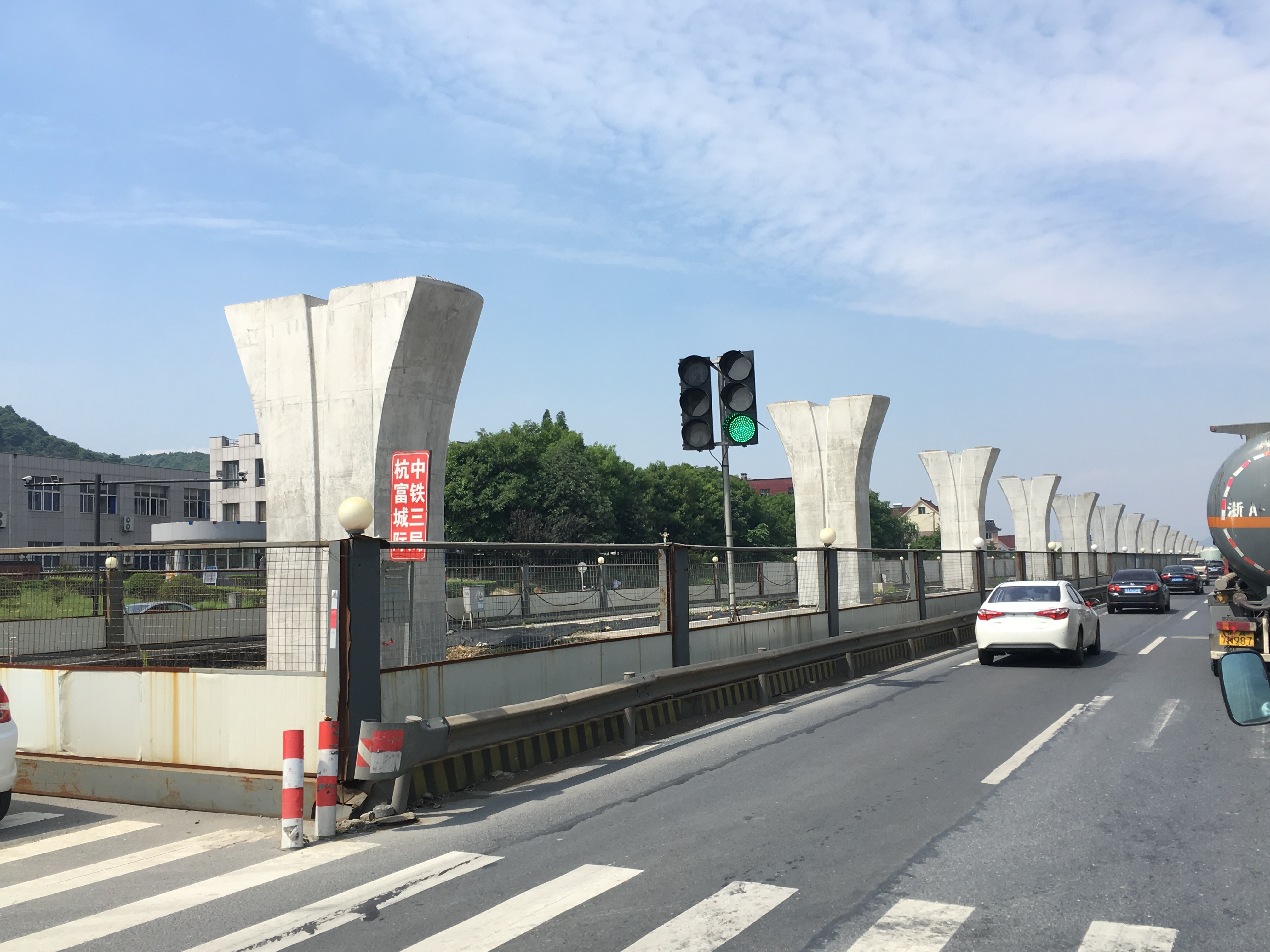
杭富城际铁路试验段，科创园站至受降站高架区间，目前已全部拆除。

- 2018年12月27日，富阳段车站正式名获批[10]。
- 2019年11月12日，首列列车运抵双浦车辆段[11]。
- 2020年4月8日，富阳段开始全线铺轨工作[12]。

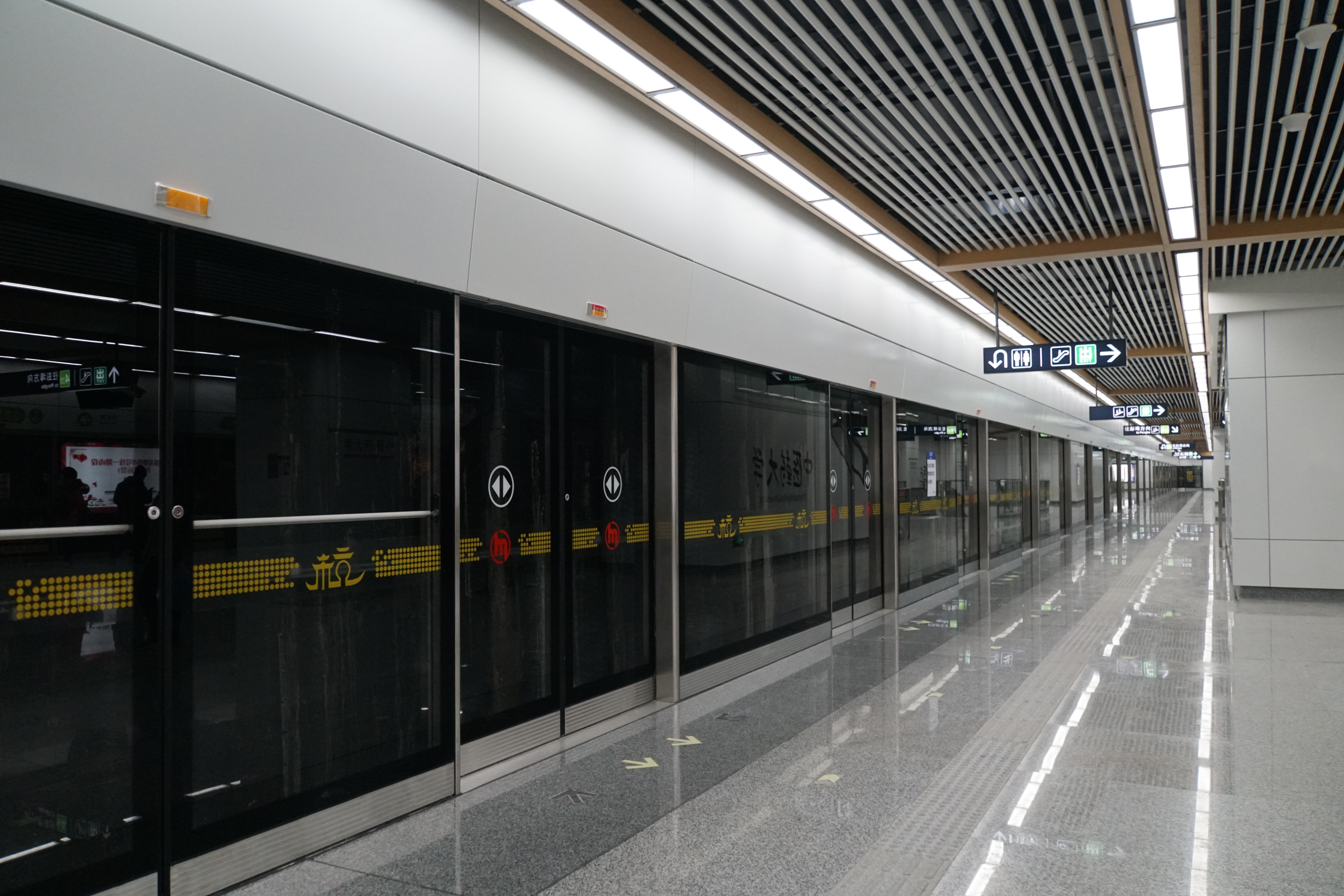
6号线中医药大学站与4号线部分一起建成，图为6号线中医药大学站未启用的站台

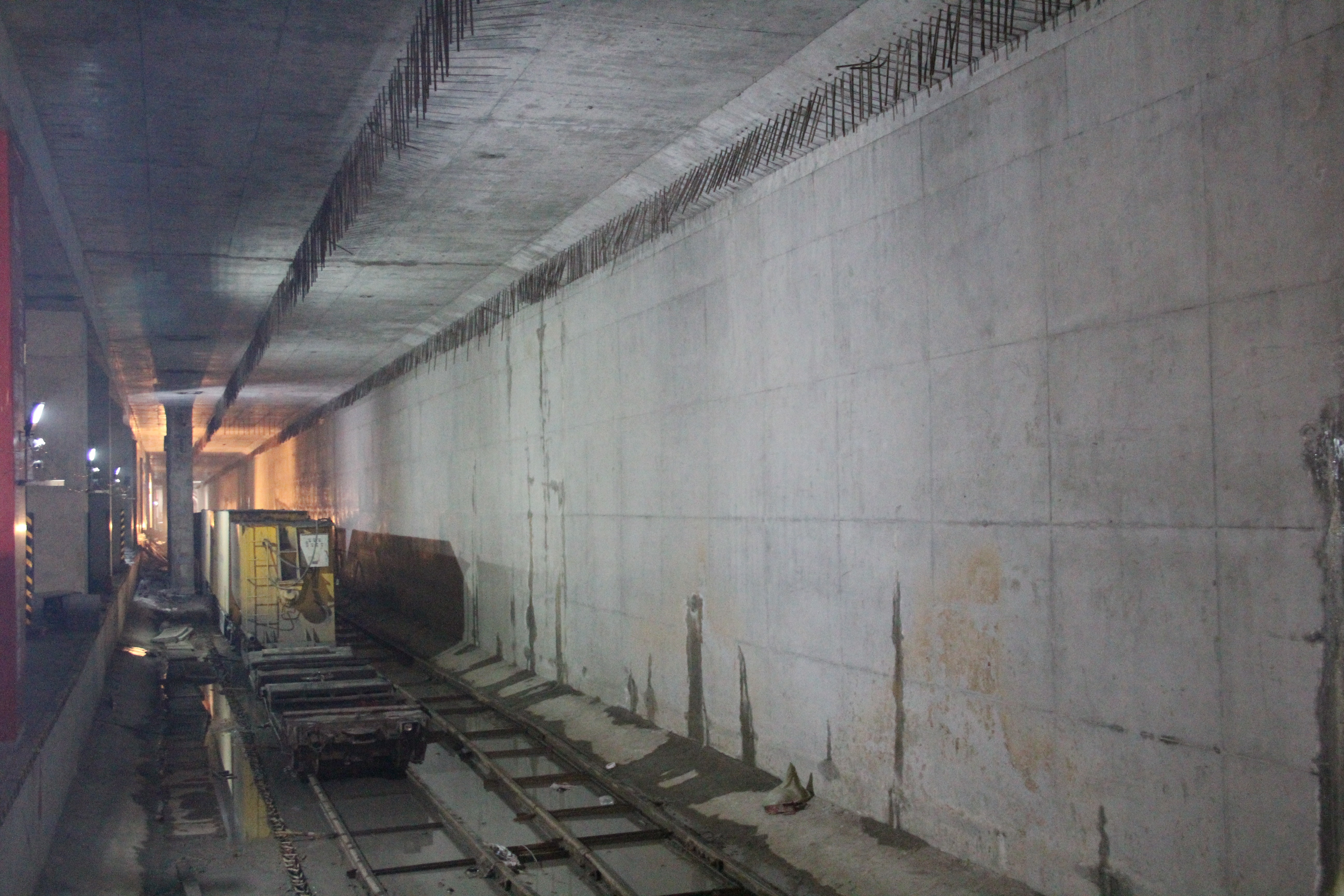
建设中的西浦路站站台，2018年1月

- 2020年7月15日，6号线一期及富阳段工程隧道全线贯通[13]。
- 2020年9月7日，6号线一期及富阳段完成接触网热滑试验[14]。
- 2020年11月18日，6号线一期及富阳段开始按运行图试运行[15]。
- 2020年12月30日，6号线一期和富阳段（杭富城际铁路）开通运营，其中之浦路站和丰北站暂缓开通。
- 2021年2月4日，6号线二期工程隧道（钱江世纪城-枸桔弄）全线贯通[16]。
- 2021年4月29日，之浦路站开通投入使用[17]。
- 2021年4月30日，新桥站更名为阳陂湖站。
- 2021年5月13日，6号线二期工程完成热滑试验[18]。
- 2021年8月4日，6号线二期工程开始按正式运行图试运行，列车抵达钱江世纪城站清客后继续开往枸桔弄方向。
- 2021年11月6日，6号线二期开通运营，其中丰北站和亚运村站暂缓开通。
- 2022年1月31日16:30起，因2019冠状病毒病聚集性疫情，6号线富阳段部分车站（中村站至桂花西路站）暂停运营[19][20]。2月7日6时起，因相关交通管制措施解除，6号线富阳段（中村站至桂花西路站）恢复运营[21]。
- 2023年2月21日首班车起，丰北站、亚运村站开通运营[22]。

## 线路数据
- 长度：58.5km（已运营区段）
- 运营里程：26.2km（双浦-枸桔弄），44.4km（桂花西路-枸桔弄）
- 站数：36
- 轨距：1435mm
- 动力电源：1500V接触网供电
- 双线区间：全线
- 电气化区间：全线
- 地下区间：正线全线
- 高架区间：富阳客运中心北-宋家塘车辆段
- 最长区间：3693m（野生动物园东-中村）
- 最短区间：849.2m（江陵路-星民）

## 车站信息

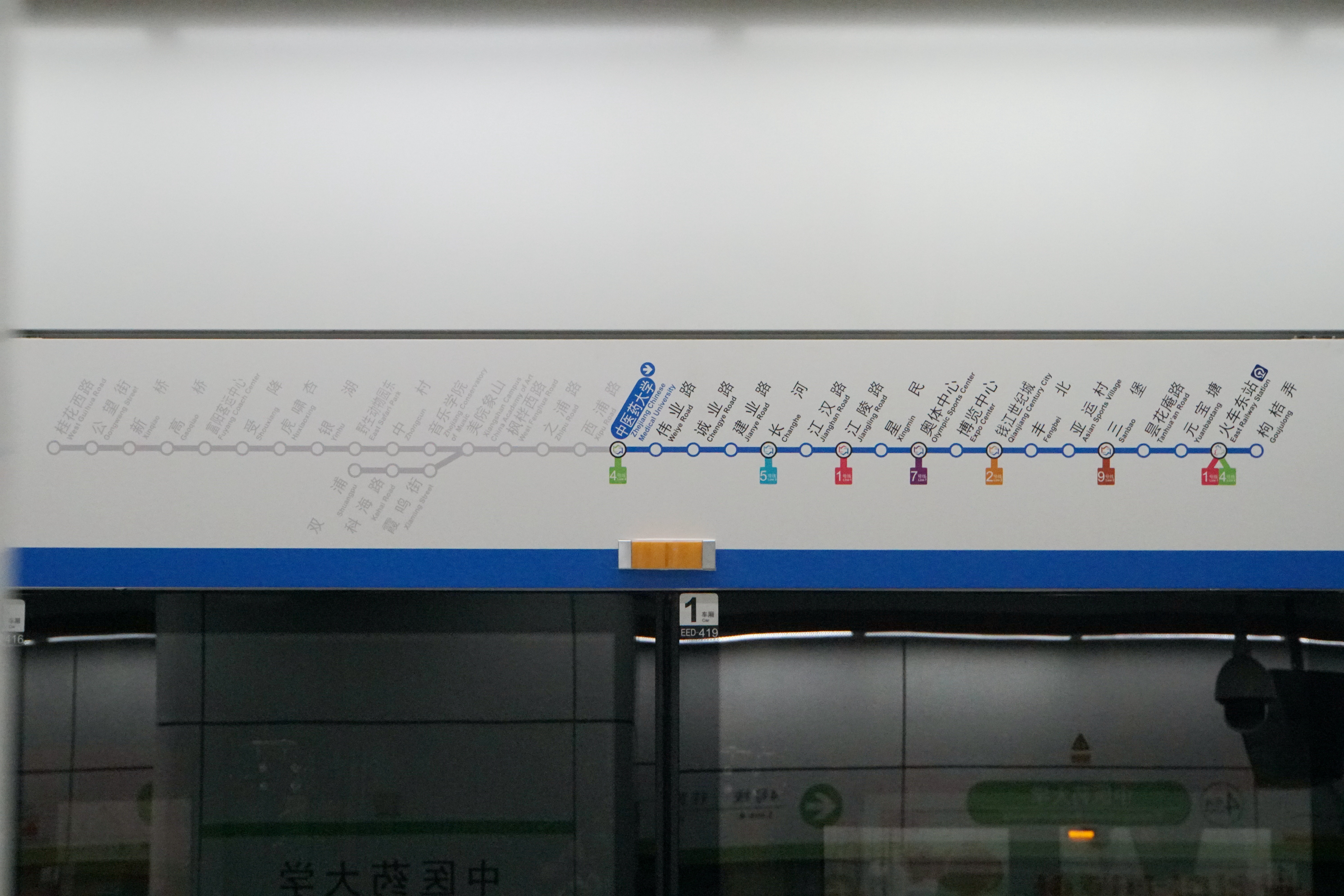
6号线站名表，摄于中医药大学站

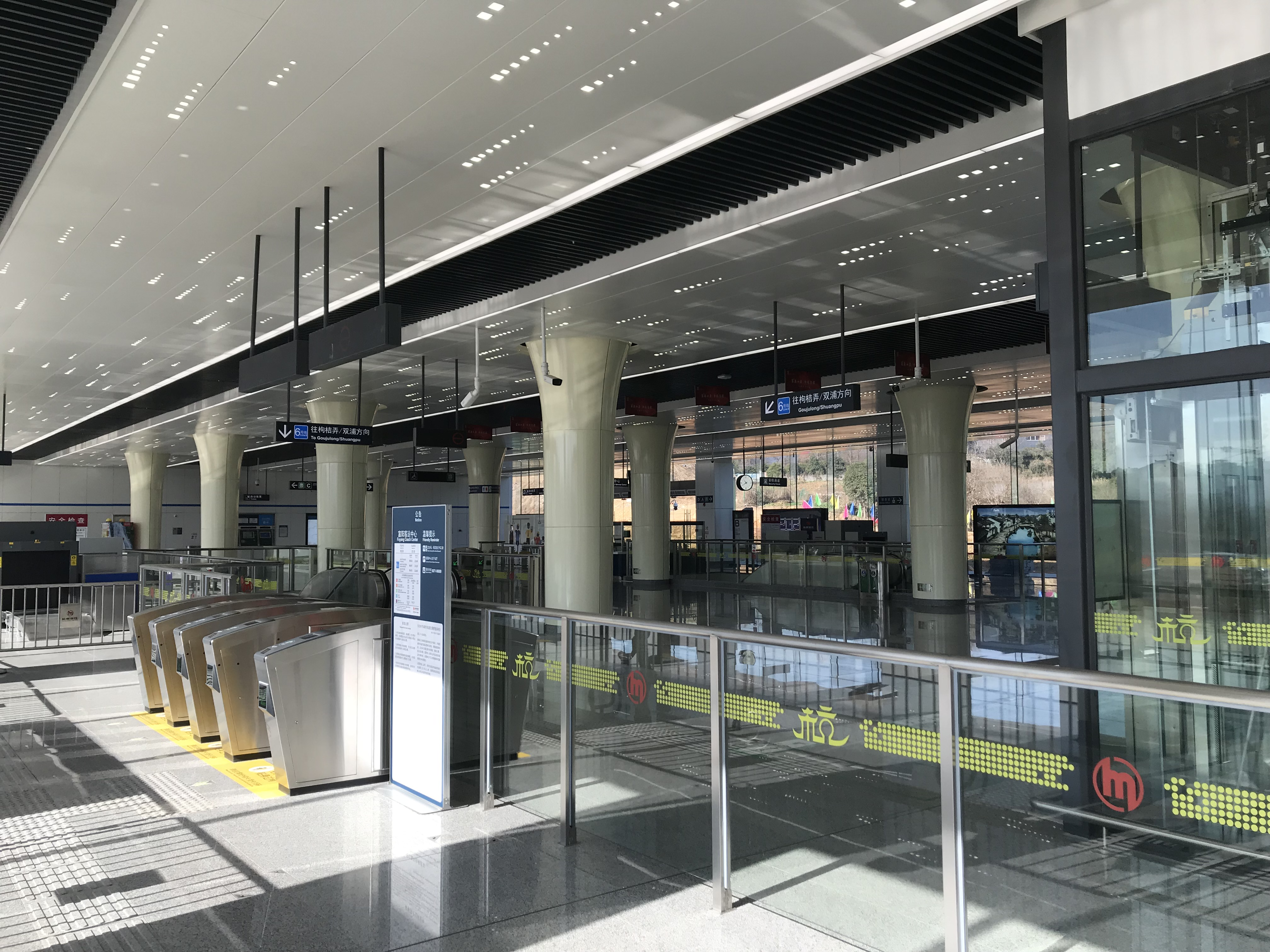
富阳客运中心站站厅，此站为6号线唯一一座站厅层位于地上的车站

| 区段                  | 站名               | 换乘路线                       | 所在地 | 站台形式           | 启用日期       |      |
| 主线                  | 主线               | 主线                           | 主线   | 主线               | 主线           | 主线 |
| --------------------- | ------------------ | ------------------------------ | ------ | ------------------ | -------------- | ---- |
| 富阳段                | 桂花西路           | —                              | 富阳区 | 地下二层岛式       | 2020年12月30日 |      |
| 富阳段                | 公望街             | —                              | 富阳区 | 地下二层岛式       | 2020年12月30日 |      |
| 富阳段                | 阳陂湖             | —                              | 富阳区 | 地下二层岛式       | 2020年12月30日 |      |
| 富阳段                | 高桥               | —                              | 富阳区 | 地下二层岛式       | 2020年12月30日 |      |
| 富阳段                | 富阳客运中心       | —                              | 富阳区 | 地下一层双岛式     | 2020年12月30日 |      |
| 富阳段                | 受降               | —                              | 富阳区 | 地下三层岛式       | 2020年12月30日 |      |
| 富阳段                | 虎啸杏             | —                              | 富阳区 | 地下二层岛式       | 2020年12月30日 |      |
| 富阳段                | 银湖               | —                              | 富阳区 | 地下三层岛式       | 2020年12月30日 |      |
| 富阳段                | 野生动物园东       | —                              | 富阳区 | 地下二层岛式       | 2020年12月30日 |      |
| 富阳段                | 中村               | —                              | 西湖区 | 地下三层岛式       | 2020年12月30日 |      |
| 富阳段                | 音乐学院           | —                              | 西湖区 | 地下二层岛式       | 2020年12月30日 |      |
| 富阳段                | 美院象山           | █ 6号线（双浦方向）            | 西湖区 | 地下二、三层叠岛式 | 2020年12月30日 |      |
| 一期                  | 枫桦西路           | —                              | 西湖区 | 地下二层岛式       | 2020年12月30日 |      |
| 一期                  | 之江文化中心       | —                              | 西湖区 | 地下二层岛式       | 2021年4月29日  |      |
| 一期                  | 西浦路             | —                              | 滨江区 | 地下二层岛式       | 2020年12月30日 |      |
| 一期                  | 中医药大学         | █ 4号线                        | 滨江区 | 地下二、三层叠岛式 | 2020年12月30日 |      |
| 一期                  | 伟业路             | —                              | 滨江区 | 地下二层岛式       | 2020年12月30日 |      |
| 一期                  | 诚业路             | —                              | 滨江区 | 地下二层岛式       | 2020年12月30日 |      |
| 一期                  | 建业路             | —                              | 滨江区 | 地下二层岛式       | 2020年12月30日 |      |
| 一期                  | 长河               | █ 5号线                        | 滨江区 | 地下三层岛式       | 2020年12月30日 |      |
| 一期                  | 江汉路             | —                              | 滨江区 | 地下二层岛式       | 2020年12月30日 |      |
| 一期                  | 江陵路             | █ 1号线                        | 滨江区 | 地下三层岛式       | 2020年12月30日 |      |
| 一期                  | 星民               | —                              | 滨江区 | 地下二层岛式       | 2020年12月30日 |      |
| 一期                  | 奥体中心           | █ 7号线                        | 滨江区 | 地下三层岛式       | 2020年12月30日 |      |
| 一期                  | 博览中心           | —                              | 萧山区 | 地下二层岛式       | 2020年12月30日 |      |
| 一期                  | 钱江世纪城         | █ 2号线                        | 萧山区 | 地下三层岛式       | 2020年12月30日 |      |
| 一期                  | 丰北               | —                              | 萧山区 | 地下二层双岛式     | 2023年2月21日  |      |
| 二期                  | 亚运村             | —                              | 萧山区 | 地下三层岛式       | 2023年2月21日  |      |
| 二期                  | 三堡               | █ 9号线                        | 上城区 | 地下四层岛式       | 2021年11月6日  |      |
| 二期                  | 昙花庵路           | —                              | 上城区 | 地下三层岛式       | 2021年11月6日  |      |
| 二期                  | 元宝塘             | —                              | 上城区 | 地下二层岛式       | 2021年11月6日  |      |
| 二期                  | 火车东站（东广场） | █ 19号线                       | 上城区 | 地下四层岛式       | 2021年11月6日  |      |
| 二期                  | 火车东站（东广场） | 火车东站站： █ 1号线、 █ 4号线 | 上城区 | 地下四层岛式       | 2021年11月6日  |      |
| 二期                  | 枸桔弄             | —                              | 上城区 | 地下二层岛式       | 2021年11月6日  |      |
| 支线                  |                    |                                |        |                    |                |      |
| 一期                  | 双浦               | —                              | 西湖区 | 地下二层岛式       | 2020年12月30日 |      |
| 一期                  | 科海路             | —                              | 西湖区 | 地下二层岛式       | 2020年12月30日 |      |
| 一期                  | 霞鸣街             | —                              | 西湖区 | 地下二层岛式       | 2020年12月30日 |      |
| 一期                  | 美院象山           | █ 6号线（桂花西路方向）        | 西湖区 | 地下二、三层叠岛式 | 2020年12月30日 |      |
| ↓ 续接主线 至枸桔弄站 |                    |                                |        |                    |                |      |

注释
1. ↑  使用同一张交通卡、银联IC卡、电子单程票、同一客户端同一账户乘车码、交通码的乘客，可享受出站换乘连续计价

## 车站设计
6号线全线特色站主题各不相同，结合各站点地理位置、站点定位、周边地域文化特征等因素，具有不同的特色。
特色装饰车站：桂花西路、富阳客运中心、银湖、音乐学院、美院象山、建业路、长河、奥体中心、博览中心、丰北、三堡、火车东站（东广场）
- 6号线的标准站采用简单的平行结构天花板,两侧采用白色灯带，站台吊顶采用拱形结构,增强空间。图为西浦路站
- 桂花西路站采用波浪蓝带配水墨画装饰板，如沉浸于富春山水画中。
- 富阳客运中心站采用点状LED灯饰组合成流星雨状，增强浪漫感受。
- 银湖站提取周边智慧园区元素，将灯饰布置为轮盘形。
- 音乐学院站以混凝土、金属以及色彩三种不同元素材质,演绎三种不同的节奏，体现“音韵艺术”。
- 美院象山站提取中国美院民艺博物馆元素，大量采用直条与斜条灯带贯穿墙面和地面。
- 建业路站设有数面椭圆形LED灯板，采用了彩色LED灯珠代表星空，象征着无数的城市建设者。
- 奥体中心站采用各类奥运元素，利用高反光不锈钢材质体现了“运动速度感、奥运精神”的设计理念。
- 博览中心站使用各类石材模拟沙漠与流水，揭示了古时丝绸之路与文化博览之间的关系。
- 丰北站以紫色的波浪状吊顶，及左右不对称白色的线性射灯模拟钱塘江的潮水。
- 三堡站空间通过灯光氛围营造城市与江河共生的城市肌理以及城市脉络的缩影。
- 火车东站（东广场）站以蓝色、银灰色为主调，通过波浪型、泡沫型的镂空纹理体现了“海洋”为主题的装饰风格

## 换乘车站
- 江陵路站、火车东站（东广场）站 - 与 █ 1号线換乘
- 钱江世纪城站 - 与 █ 2号线換乘
- 中医药大学站、火车东站（东广场）站 - 与 █ 4号线換乘
- 长河站 - 与 █ 5号线換乘
- 奥体中心站 - 与 █ 7号线换乘
- 三堡站 - 与 █ 9号线换乘
- 火车东站（东广场）站 - 与 █ 19号线換乘

## 使用列车
- 厂商型号：杭州地铁PM119型地铁列车（一期列车），杭州地铁PM146型地铁列车（二期列车）
- 车辆外观设计： 西班牙 LKS Diara 工业设计有限公司
- 列车整体设计： 中国 中车南京浦镇车辆有限公司
- 制造厂商：中车南京浦镇车辆有限公司，杭州中车车辆有限公司
- 制造年份：PM119：2017 ~ 2019，PM146：2020 ~ 2021
- 外观特征：列车采用鼓形车体设计，以黑、白、蓝为主色调；除宽度外，外观与2号线、4号线列车类似，但涂装完全不同；车头和侧边均以大面积蓝色涂装为底，窗框和门框周围为黑色[23]。
- 车体材质：铝合金车体
- 列车编组：6节AH型编组（4M2T，Tc+Mp+M+M+Mp+Tc）
- 车体尺寸：长：19.52 m × 宽：3.08 m × 高：3.8 m[24]
- 车门宽度：1.4 m
- 供电制式：架空接触网供电，DC 1500 V
- 最高运营速度：100 km/h[25]
- 额定载客量：1584人
- 极限载客量：2260人
- 电气牵引系统：
  - 中车株洲电机制 YQ-190-25C 型鼠笼式三相异步交流牵引电动机（额定功率 190 kW，4×4台）
  - 株洲中车时代电气制 t Power-TN3 (UR1/JP26) 型 IGBT-VVVF（1C4M1群方式控制，4组）
  - 株洲中车时代电气制 t Power-AA6 (JR30) 型 IGBT-SIV（工频扩展供电方式，2台）
- 转向架：中车南京浦镇车辆制 PW-120E-Ⅰ 型无摇枕式抗蛇行空气弹簧转向架（6×2台）
- 车辆总数：PM119型42列，计252辆[26]；PM146型12列，计72辆；全线共54列，合计324辆。
- 设施特征：该批列车采用LCD屏幕路线图，车厢两端设有黄色LED信息屏，车头设有红色LED方向幕显示终到站。

- 采用初期涂装的PM119型首组列车于北京环行铁道试验
- PM119型列车外观
- 乙种运输中的PM146型列车
- PM119型列车内饰
- PM119型列车车门上方的LCD屏幕动态线路图

## 未来规划
根据《杭州地铁6号线二期环评报告书》，将来富阳段为6号线主线，而双浦支线将独立成为12号线。

## 轶事
2018年10月，尚处于调试阶段且为初期涂装的6001号列车在北京环行铁道遭到不明人士涂鸦破坏，此后不久6号线列车涂装更改为当前样式。